# Baekseolgi

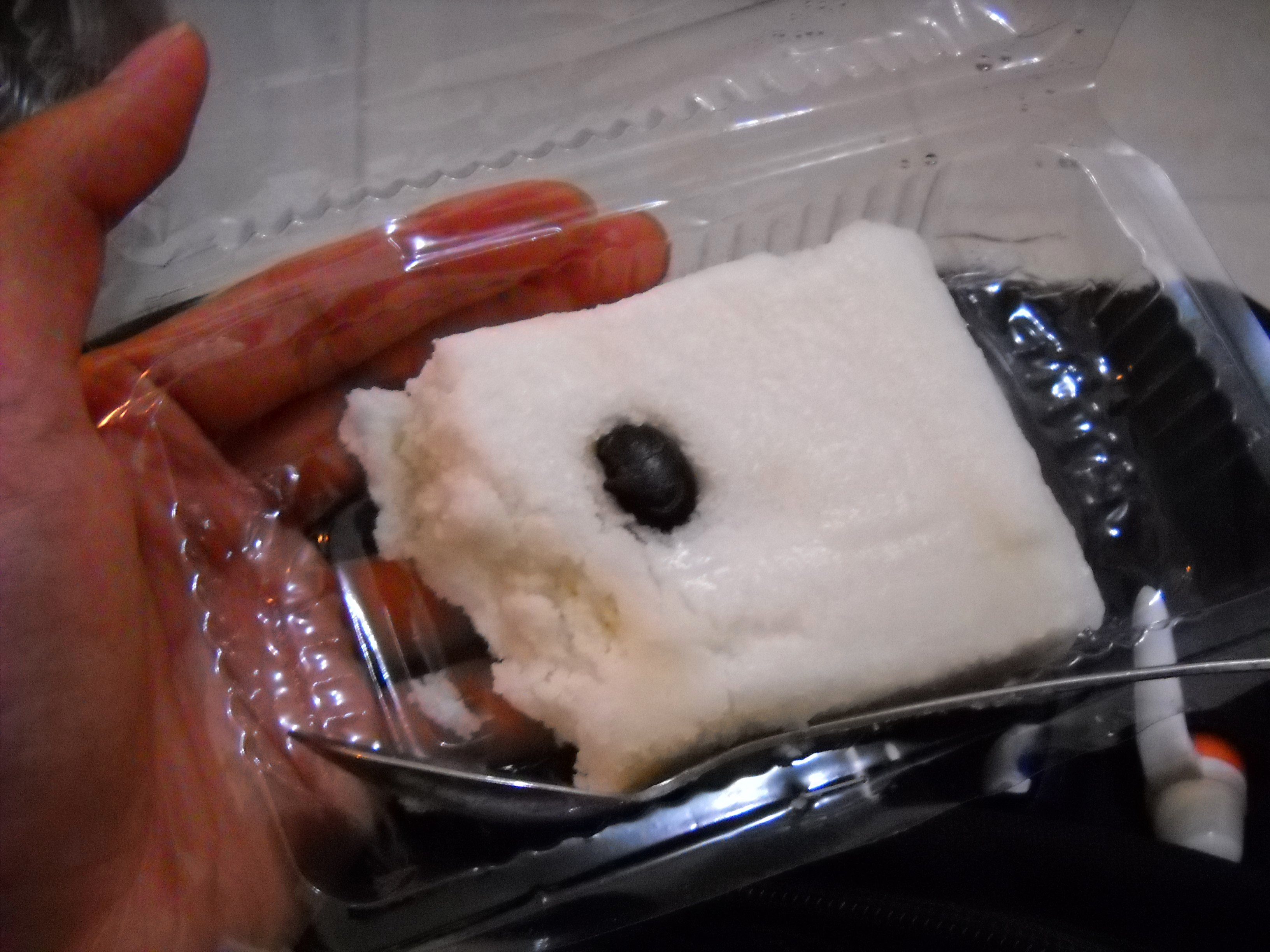
Baekseolgi

Baekseolgi (백설기) es una especie de pastel de arroz (tteok) de masa de harina de arroz. Se originó en Corea y se come en las ocasiones especiales entre la gente de Corea, especialmente en el 21 cumpleaños de un familiar o en la conmemoración de la muerte de alguien a los 100 días. Los pasteles son de color blanco simboliza la pureza y la santidad.